# Triodon macropterus
Triodon macropterus är en fiskart som beskrevs av René-Primevère Lesson 1831. Triodon macropterus ingår i släktet Triodon och familjen Triodontidae. Inga underarter finns listade i Catalogue of Life.
Arten känneetcknas av en stor hudflik vid undersidan och en svartartig fläck ungefär i flikens centrum.
Triodon macropterus förekommer i Indiska oceanen och Stilla havet från Afrika till Japan, Nya Kaledonien och Tonga. Exemplaren dyker till ett djup av 300 meter. De blir upp till 54 cm långa.